# Нойвирт, Биби
Биби Нойвирт (англ. Bebe Neuwirth [ˈbiːbi ˈnjuːwɜːrθ]; род. 31 декабря 1958) — американская актриса, певица и танцовщица, лауреат двух премий «Эмми», двух премий «Тони» и награды «Драма Деск». Она наиболее известна по роли Лилит Стернин в ситкоме NBC «Весёлая компания» и его спин-оффе «Фрейзер». На большом экране у неё были роли второго плана в фильмах «Готова на всё» (1993), «Джуманджи» (1995), «Факультет» (1998) и «Как отделаться от парня за 10 дней» (2003), а также в телевизионном сериале «Мадам госсекретарь». Нойвирт также добилась успеха выступая в бродвейских мюзиклах «Милая Чарити», «Чикаго» и «Семейка Аддамс».

## Ранние годы
Беатрис Нойвирт родилась в Ньюарке, Нью-Джерси, в семье русско-американской художницы Сидни Энн Нойвирт и немецко-американского математика Ли Пола Нойвирта. У неё есть старший брат Питер, математик, окончивший Гарвард. В 13 лет Нойвирт попала под стражу за курение марихуаны.
В возрасте пяти лет она начала брать уроки балета, через год после просмотра постановки «Щелкунчика» со своей матерью. Она мечтала стать балериной до раннего подросткового возраста, когда поняла, насколько ограниченной была её техника, а также уровень балетного образования там, где она жила. Она решила стать танцовщицей бродвейского мюзикла. После окончания Принстонской средней школы в 1976 году поступила в Джульярдскую школу танцев и ушла оттуда всего через год, невзлюбив школу за удушающую творческую среду и отсутствие танцевального обучения в бродвейском стиле. Сразу после окончания Джульярдской школы в 1977 году она брала уроки пения и джаза в нью-йоркском YWCA. Выступала с Принстонской балетной труппой в спектаклях «Питер и волк», «Щелкунчик» и «Коппелия», а также появлялась в мюзиклах общественного театра.

## Карьера

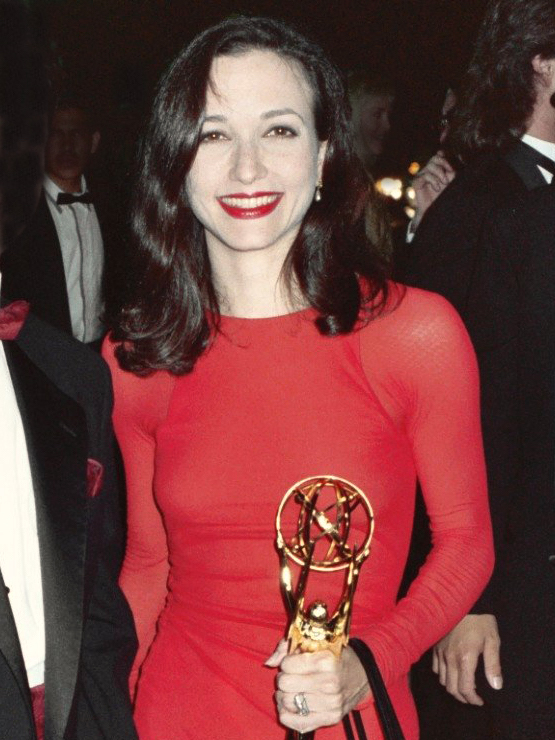
Биби Нойвирт в 1991 году на церемонии «Эмми»

Нойвирт начала свою карьеру на Бродвее. В 1986 году она выиграла премию «Тони» за свою работу в постановке «Милая Чарити». В 1996 году она добилась наибольшего признания после своей главной роли Велмы Келли в мюзикле «Чикаго». За свою роль она выиграла премии «Тони», «Драма Деск» и «Outer Critics Circle Award». В 2006 году она сыграла в новой версии мюзикла, но уже исполнила роль Рокси Харт.
На телевидении она известна по роли доктора Лилит Стернин, консервативного психиатра, в популярном ситкоме «Весёлая компания», в котором она снималась с 1986 по 1993 год. Она выиграла две премии «Эмми» в категории «Лучшая актриса второго плана в комедийном сериале» в 1990 и 1991 годах. Позже она также появилась в спин-оффе шоу под названием «Фрейзер», за участие в котором она вновь получила номинацию на «Эмми».
Нойвирт снялась в нескольких фильмах, таких, как «Вид на жительство» (1990), «Багси» (1991), «Готова на всё» (1993), «Джуманджи» (1995), «Факультет» (1998), «Как отделаться от парня за 10 дней» (2003), «Слава» (2009) и т. д. На телевидении она появилась в таких сериалах, как «Слава», «Дикие пальмы» и «Закон и порядок: Специальный корпус». На регулярной основе она играла главную роль в «Закон и порядок: Суд присяжных» в 2005 году и в 2014 году снимается в сериале «Мадам госсекретарь».

## Личная жизнь
Нойвирт дважды была замужем: с 1984 по 1991 за Полом Дорманом, и с 2009 года за Крисом Калкинсом.

## Фильмография

### Кино
| Год  | Название на русском                         | Оригинальное название                    | Роль                         | Примечания             |
| ---- | ------------------------------------------- | ---------------------------------------- | ---------------------------- | ---------------------- |
| 1989 | Скажи что-нибудь                            | Say Anything…                            | миссис Эванс                 |                        |
| 1990 | Вид на жительство                           | Green Card                               | Лорен                        |                        |
| 1991 | Багси                                       | Bugsy                                    | графиня ди Фрассо            |                        |
| 1992 | Покраска                                    | The Paint Job                            | Маргарет                     |                        |
| 1993 | Готова на всё                               | Malice                                   | детектив Дана Харрис         |                        |
| 1995 | Джуманджи                                   | Jumanji                                  | Нора Шепард                  |                        |
| 1996 | Все псы попадают в рай 2                    | All Dogs Go to Heaven 2                  | Аннабель                     | мультфильм; озвучка    |
| 1996 | Приключения Пиноккио                        | The Adventures of Pinocchio              | Фелинет                      |                        |
| 1996 | Компаньон                                   | The Associate                            | Камилла Скотт                |                        |
| 1996 | Дорогой дневник                             | Dear Diary                               | н/д                          | короткометражный фильм |
| 1998 | Знаменитость                                | Celebrity                                | Нина                         |                        |
| 1998 | Факультет                                   | The Faculty                              | директор школы Валери Дрейк  |                        |
| 1998 | Все псы празднуют Рождество                 | An All Dogs Christmas Carol              | Аннабель / Белладонна        | мультфильм; озвучка    |
| 1999 | Узнавая тебя                                | Getting to Know You                      | Трикс                        |                        |
| 1999 | Кровавое лето Сэма                          | Summer of Sam                            | Глория                       |                        |
| 1999 | Высоты свободы                              | Liberty Heights                          | Ада Курцман                  |                        |
| 2000 | Неисправимый Гуфи                           | An Extremely Goofy Movie                 | Сильвия Марпоул              | мультфильм; озвучка    |
| 2002 | Ловелас                                     | Tadpole                                  | Дайан Лоддер                 |                        |
| 2002 | Приключения Мальчика-с-пальчик и Дюймовочки | The Adventures of Tom Thumb & Thumbelina | мать Дюймовочки              | мультфильм; озвучка    |
| 2003 | Как отделаться от парня за 10 дней          | How to Lose a Guy in 10 Days             | Лана Джонг                   |                        |
| 2003 | Развод                                      | Le Divorce                               | Джулия Манчеверинг           |                        |
| 2004 | Большая кража                               | The Big Bounce                           | Элисон Ричи                  |                        |
| 2005 | Решающая игра                               | Game 6                                   | Джоанна Борн                 |                        |
| 2008 | —                                           | Adopt a Sailor                           | Патриша                      |                        |
| 2009 | Слава                                       | Fame                                     | мисс Крафт                   |                        |
| 2017 | Рассмеши меня                               | Humor Me                                 | Си Си Рудин                  |                        |
| 2019 | Джуманджи: Новый уровень                    | Jumanji: The Next Level                  | Нора Шепард                  |                        |
| 2020 | Современные убеждения                       | Modern Persuasion                        | Ванесса Перри                |                        |
| 2021 | Тик-так, бум!                               | Tick, Tick… Boom!                        | девятая «Воскресная легенда» |                        |

### Телевидение
| Год       | Название на русском                 | Оригинальное название             | Роль                      | Примечания                                            |
| --------- | ----------------------------------- | --------------------------------- | ------------------------- | ----------------------------------------------------- |
| 1986      | Саймон и Саймон                     | Simon & Simon                     | администратор             | эпизод: Family Forecast                               |
| 1986      | Слава                               | Fame                              | Филлис Тернер             | эпизод: Stagefright                                   |
| 1986—1993 | Весёлая компания                    | Cheers                            | доктор Лилит Стернин      | телесериал; основная роль                             |
| 1990      | Без её согласия                     | Without Her Consent               | Глория Оллред             | телефильм                                             |
| 1990      | Запретные темы                      | Unspeakable Acts                  | Сьюзан Максвелл           | телефильм                                             |
| 1990      | Диснейленд                          | Disneyland                        | доктор Лилит Стернин      | эпизод: Disneyland’s 35th Anniversary Celebration     |
| 1990      | Знаменитый Тедди Зи                 | The Famous Teddy Z                | Донна Гейтс               | эпизод: Teddy Gets a Guru                             |
| 1991      | Звёздный путь: Следующее поколение  | Star Trek: The Next Generation    | Лейнел                    | эпизод: First Contact                                 |
| 1992      | Крылья                              | Wings                             | доктор Лилит Стернин      | эпизод: Planes, Trains and Visiting Cranes            |
| 1993      | Дикие пальмы                        | Wild Palms                        | Табба Шфарцкопф           | мини-сериал; основная роль                            |
| 1994      | Приключения Пита и Пита             | The Adventures of Pete & Pete     | почтальон                 | телесериал; 2 эпизода                                 |
| 1994—1995 | Аладдин                             | Aladdin                           | Мираж                     | мультсериал; 6 эпизодов; озвучка                      |
| 1994—2003 | Фрейзер                             | Frasier                           | доктор Лилит Стернин      | телесериал; 12 эпизодов                               |
| 1995      | Новостное радио                     | NewsRadio                         | Сэнди Анджелини           | эпизод: Friends                                       |
| 1996      | Дакмен                              | Duckman                           | Тамара Ла Боинк           | мультсериал; эпизод: Noir Gang; озвучка               |
| 1996      | Фриказоид!                          | Freakazoid!                       | невозмутимая              | мультсериал; эпизод: The Wrath of Guitierrez; озвучка |
| 1996—1998 | Все псы попадают в рай              | All Dogs Go to Heaven: The Series | Аннабель / Белладонна     | мультсериал; основная роль; озвучка                   |
| 1997      | Волшебный школьный автобус          | The Magic School Bus              | Флора Уифф                | мультсериал; эпизод: Makes a Stink; озвучка           |
| 1997      | Детёныши джунглей                   | Jungle Cubs                       | Ла Ла                     | мультсериал; эпизод: Old Green Teeth; озвучка         |
| 1997—2000 | Пеппер Энн                          | Pepper Ann                        | мисс Бладдар              | мультсериал; 5 эпизодов; озвучка                      |
| 1999      | Дэш и Лилли                         | Dash and Lilly                    | Дороти Паркер             | телефильм                                             |
| 1999      | —                                   | Der Schandfleck                   | Джельсомина               | телефильм                                             |
| 1999      | Сабрина — маленькая ведьма          | Sabrina, the Teenage Witch        | Джулиетт                  | эпизод: Salem and Juliette                            |
| 1999—2005 | Закон и порядок: Специальный корпус | Law & Order: Special Victims Unit | Трейси Кибро / Нана Лазло | телесериал; 2 эпизода                                 |
| 2000      | Незнакомцы с конфеткой              | Strangers with Candy              | в роли самой себя         | эпизод: To Love, Honor, and Pretend                   |
| 2000      | Стрелы Амура                        | Cupid and Cate                    | Франческа Дианджело       | телефильм                                             |
| 2000—2001 | Дедлайн                             | Deadline                          | Никки Мазуччи             | телесериал; основная роль                             |
| 2001      | Звуки города, который я люблю       | Sounds from a Town I Love         | женщина с мобильным       | короткометражный телефильм                            |
| 2002—2003 | Кибергонка                          | Cyberchase                        | кошка Бинки               | мультсериал; 2 эпизода; озвучка                       |
| 2003      | Таксист                             | Hack                              | Фейт О’Коннор             | телесериал; 5 эпизодов                                |
| 2004      | Уилл и Грейс                        | Will & Grace                      | в роли самой себя         | эпизод: No Sex ’N’ the City                           |
| 2005—2006 | Закон и порядок: Суд присяжных      | Law & Order: Trial by Jury        | Трейси Кибре              | телесериал; основная роль                             |
| 2009—2011 | Смертельно скучающий                | Bored to Death                    | Кэролайн Тейлор           | телесериал; 3 эпизода                                 |
| 2010      | Позднее шоу с Дэвидом Леттерманом   | Late Show with David Letterman    | Мортиша Аддамс            | эпизод: Episode #17.117                               |
| 2010      | Шоу Кливленда                       | The Cleveland Show                | Сара Фридман              | мультсериал; эпизод: Brotherly Love; озвучка          |
| 2012—2013 | Хорошая жена                        | The Good Wife                     | судья Клодия Френд        | телесериал; 3 эпизода                                 |
| 2013      | Браузеры                            | Browsers                          | Джулианна Манкузо-Бруни   | телефильм                                             |
| 2013—2019 | Голубая кровь                       | Blue Bloods                       | Келли Петерсон            | телесеривл; 9 эпизодов                                |
| 2014      | По ту сторону изгороди              | Over the Garden Wall              | Маргерит Грей             | мультсериал; эпизод: Chapter 5: Mad Love; озвучка     |
| 2014—2017 | Мадам госсекретарь                  | Madam Secretary                   | Надин Толливер            | телесериал; основная роль                             |
| 2017      | —                                   | New York Is Dead                  | Сильвия                   | эпизод: Episode #1.1                                  |
| 2018—2021 | Хорошая борьба                      | The Good Fight                    | судья Клодия Френд        | телесериал; 2 эпизода                                 |
| 2020      | Утиные истории                      | DuckTales                         | Эмма Гламур               | мультсериал; эпизод: Louie’s Eleven!; озвучка         |
| 2020      | Бортпроводница                      | The Flight Attendant              | Дайана Карлайл            | телесериал; 2 эпизода                                 |
| 2021      | Смиты из Ультра-Сити                | Ultra City Smiths                 | леди Андреа               | мультсериал; основная роль; озвучка                   |
| 2021      | Подросток Эвтаназия                 | Teenage Euthanasia                | Баба                      | мультсериал; основная роль; озвучка                   |

## Награды и номинации
| Награда | Год  | Категория                                                                  | Название работы  | Результат |
| ------- | ---- | -------------------------------------------------------------------------- | ---------------- | --------- |
| Эмми    | 1990 | Лучшая женская роль второго плана в комедийном телесериале                 | Весёлая компания | Победа    |
| Эмми    | 1991 | Лучшая женская роль второго плана в комедийном телесериале                 | Весёлая компания | Победа    |
| Эмми    | 1995 | Лучшая приглашённая актриса в комедийном телесериале                       | Фрейзер          | Номинация |
| Эмми    | 1999 | Лучшая женская роль второго плана в комедийном мини-сериале или телефильме | Дэш и Лилли      | Номинация |
| Спутник | 2003 | Лучшая женская роль второго плана в кинофильме                             | Ловелас          | Номинация |
| Тони    | 1986 | Лучшая женская роль второго плана в мюзикле                                | Милая Черити     | Победа    |
| Тони    | 1997 | Лучшая женская роль в мюзикле                                              | Чикаго           | Победа    |